# Грорувр (Мёрт и Мозель)
Грору́вр (фр. Grosrouvres) — коммуна во французском департаменте Мёрт и Мозель региона Лотарингия. Относится к  кантону Домевр-ан-Э.	

## География
Грорувр расположен в 30 км к северо-западу от Нанси. Соседние коммуны: Бернекур на севере, Новьянт-о-Пре на северо-востоке, Манонвиль на востоке, Минорвиль на юго-востоке, Ансовиль на юге, Амонвиль на западе, Мандр-о-Катр-Тур и Бомон на северо-западе.

## Демография
Население коммуны на 2010 год составляло 53 человека.
| 1962 | 1968 | 1975 | 1982 | 1990 | 1999 | 2010 |
| ---- | ---- | ---- | ---- | ---- | ---- | ---- |
| 55   | 58   | 53   | 44   | 51   | 46   | 53   |

## Достопримечательности
- Церковь Сен-Лорен XVIII века.